# 75 років визволення України (монета)
«75 ро́ків ви́зволення Украї́ни» — ювілейна монета номіналом 5 гривень, випущена Національним банком України. Монета присвячена вшануванню героїчного подвигу українського народу у Другій світовій війні, звільненню України від нацистських окупантів восени 1944 року, пам'яті та примиренню воїнів, які віддали життя за Україну.
Монету введено в обіг 22 жовтня 2019 року. Вона належить до серії «Друга світова війна».

## Опис монети та характеристики
| Номінал грн. | Метал      | Маса, г | Діаметр, мм | Якість виготовлення       | гурт     | Тираж, штук |
| ------------ | ---------- | ------- | ----------- | ------------------------- | -------- | ----------- |
| 5            | нейзильбер | 16,54   | 35,0        | спеціальний анциркулейтед | рифлений | 40 000      |

### Аверс
На аверсі монети розміщено: малий Державний Герб України, праворуч від якого вертикальні написи: «УКРАЇНА» та рік карбування монети «2019»; на дзеркальному тлі композицію, що символізує боротьбу за визволення Батьківщини — стилізовані зображення: літака (угорі), абриси воїнів-захисників, стрілецьку зброю, танк; унизу на тлі пагорбів номінал — «5 ГРИВЕНЬ»; логотип Банкнотно-монетного двору Національного банку України (ліворуч на дзеркальному тлі).

### Реверс
На реверсі монети розміщено: праворуч — стилізовані червоні пелюстки маку пам'яті (за мотивами символу пам'яті жертв війни автора С. Мішакіна), у центрі яких написи «1944 –/2019»; ліворуч на рельєфному тлі — профіль чоловіка (дзеркальний), який тримає на руках дитину з лавровою гілкою.

## Автори

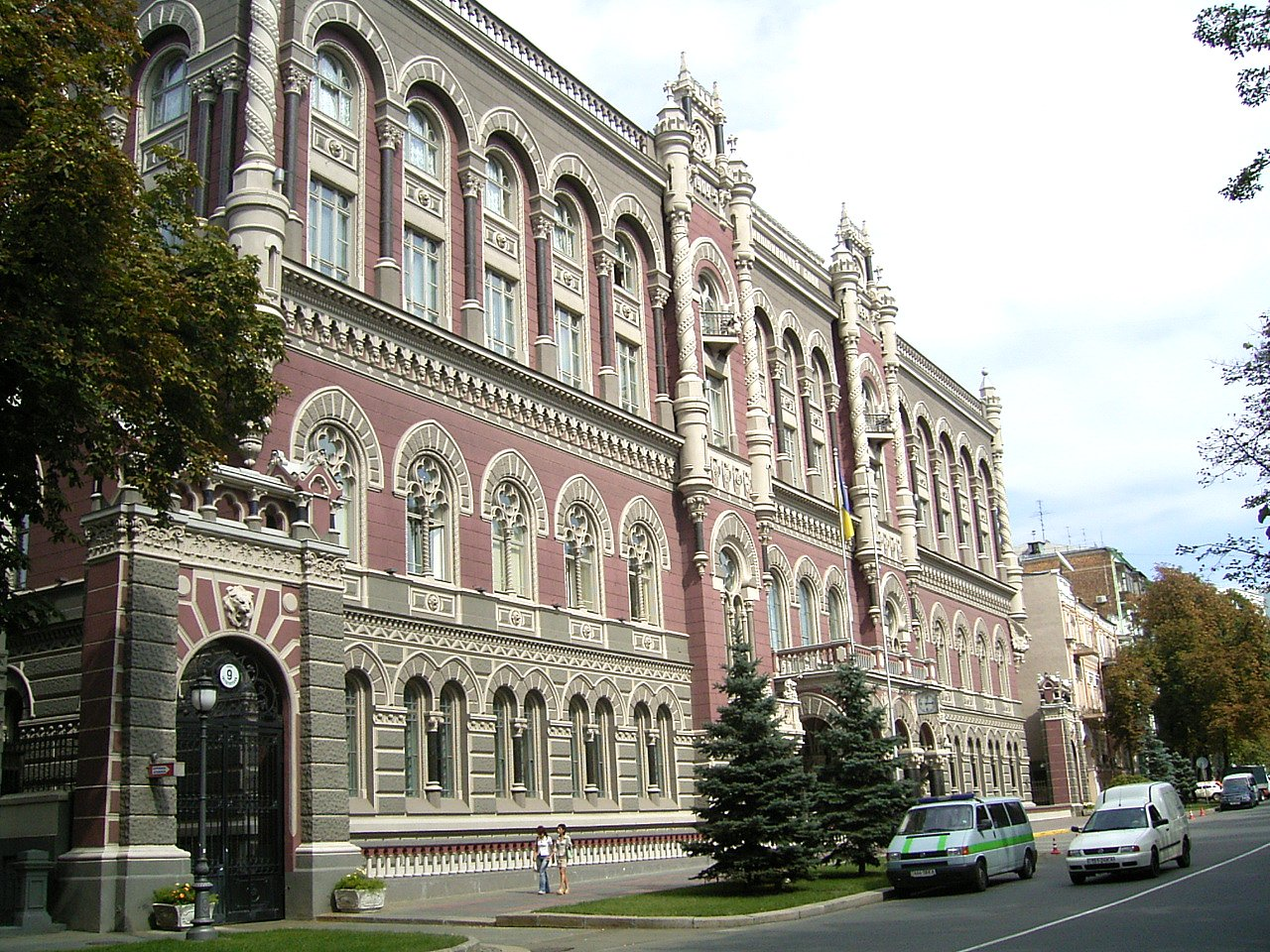
Будівля Національного банку України

- Художник — Куц Марина.
- Скульптор — Дем'яненко Анатолій.

## Вартість монети
Під час введення монети в обіг 2019 року, Національний банк України реалізовував монету за ціною 61 гривня.
Фактична приблизна вартість монети, з роками змінювалася так:
| Рік        | 2020 | 2021 | 2022 | 2023 | 2024 | 2025 |
| ---------- | ---- | ---- | ---- | ---- | ---- | ---- |
| Ціна, грн. | 75   | 100  | 100  | 230  | 300  | 320  |